# Dragking

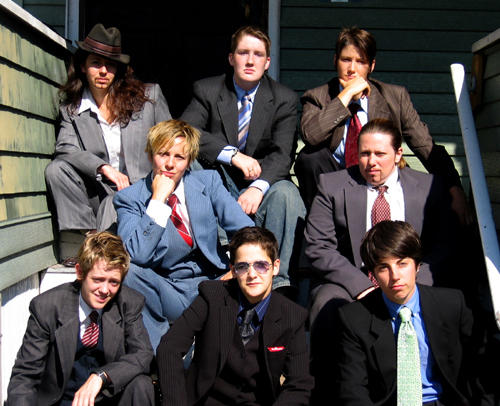
En grupp med dragkings

Dragking, eller dragkung, är en kvinna som ikläder sig de manliga attributen (drag), ofta i överdriven tappning och i underhållande syfte (se dragshow), dock ej att förväxlas med transvestit.
Ordet dragking är belagt i svenska språket sedan 1997.